# Первое правительство Жоржа Бидо
Первое правительство Жо́ржа Бидо́ — кабинет министров, правивший Францией с 24 июня по 28 ноября 1946 года, в переходный период от Третьей к Четвёртой республике, в следующем составе:
- Жорж Бидо — председатель Временного правительства и министр иностранных дел;
- Морис Торез — вице-председатель Временного правительства;
- Феликс Гуэн — вице-председатель Временного правительства и министр национальной обороны;
- Шарль Тийон — министр вооружения;
- Эдуар Депрё — министр внутренних дел;
- Робер Шуман — министр финансов;
- Франсуа де Ментон — министр национальной экономики;
- Марсель Поль — министр промышленного производства;
- Амбруа Круазет — министр труда и социальное обеспечение;
- Пьер-Анри Тежен — министр юстиции;
- Марсель Эдмон Нежелен — министр национального образования;
- Франсуа Танги-Прижен — министр сельского хозяйства;
- Ив Фарж — министр поставок;
- Мариус Муте — министр заморских территорий;
- Жюль Мок — министр общественных работ и транспорта;
- Робер Прижен — министр народонаселения;
- Франсуа Бийу — министр реконструкции и градостроительства;
- Жан Летурно — министр почт;
- Александр Варенн — государственный министр;
- Франсиск Гэ — государственный министр.